# 扬州路
扬州路，元朝时设置的路。
至元十四年（1277年）升扬州置，治所在江都县（今江苏扬州市）。属河南江北等处行中书省。至元二十年（1283年），降滁州路为滁州，隶扬州路。辖境相当今江苏省扬州、泰州、南通、通州、仪征、江都、姜堰、泰兴、海安、如皋、如东、海门、启东、六合，安徽省滁州、来安、全椒和上海市崇明等市县地。至正十七年（1357年），朱元璋改名淮海府。